# ヴィクトル・ペチョフスキー
ヴィクトル・ペチョフスキー（Viktor Pečovský 、1983年5月24日  - ）は、スロバキア・バンスカー・ビストリツァ県ブレズノ出身のプロサッカー選手。元スロバキア代表。ポジションは、ミッドフィールダー。

## クラブ経歴
2011年6月23日、FKデュクラ・バンスカー・ビストリツァからMŠKジリナに移籍。

## 代表歴
U-18世代から代表に選出され、2003 FIFAワールドユース選手権などに参加した。
2012年8月15日にオーデンセで開催されたデンマーク代表との親善試合で初キャップ。2013年9月6日の2014 FIFAワールドカップ・ヨーロッパ予選・ボスニア・ヘルツェゴビナ代表戦で初ゴール。

### ゴール
| # | 開催日       | 開催地   | 対戦国                   | スコア | 結果 | 大会                        |
| - | ------------ | -------- | ------------------------ | ------ | ---- | --------------------------- |
| 1 | 2013年9月6日 | ゼニツァ | ボスニア・ヘルツェゴビナ | 0–1    | 0–1  | 2014 FIFAワールドカップ予選 |

## タイトル

### ビストリァ
- スロヴェンスキー・ポハール (1回): 2004–05

### MŠKジリナ
- ツォルゴン・リーガ (1回): 2011–12 [4]
- スロヴェンスキー・ポハール (1回): 2011–12

### 代表
- UEFA U-19欧州選手権: 3位 (2002)

### 個人
- フォルトゥナ・リーガ 年間最優秀選手 2014–15 [5]